# Volo Pacific Western Airlines 314
Il volo Pacific Western Airlines 314 era un volo passeggeri di linea domestico canadese da Fort McMurray a Castlegar, con scali a Edmonton, Calgary e Cranbrook. L'11 febbraio 1978, un Boeing 737-200 operante il volo si schiantò durante la fase di atterraggio per evitare la collisione con un mezzo spazzaneve presente sulla in pista. Persero la vita 42 dei 49 occupanti dell'aereo.

## L'aereo
Il velivolo coinvolto era un Boeing 737-200, marche C-FPWC, numero di serie 20142, numero di linea 253. Volò per la prima volta il 24 aprile 1970 e venne consegnato a Pacific Western Airlines pochi giorni dopo, il 1º maggio dello stesso anno. Era spinto da 2 motori turboventola Pratt & Whitney JT8D-9A. Al momento dell'incidente, l'aereo aveva poco più di 8 anni.

## L'incidente
Il volo 314 partì da Calgary diretto a Cranbrook alle 12:32 ora locale, con una durata di volo stimata di 23 minuti. Questa stima venne passata dal controllore di Calgary all'operatore radio di Cranbrook. L'aeroporto Internazionale di Cranbrook non era controllato e, sebbene avesse una stazione "aeroradio" per fornire informazioni meteorologiche e avvisi agli aerei, non aveva una torre di controllo o controllori del traffico aereo.
Durante l'avvicinamento all'aeroporto, le condizioni meteorologiche erano pessime: nevicava e la visibilità era poco superiore al chilometro; intanto, un veicolo di rimozione della neve stava ripulendo la pista. L'operatore radio di Cranbrook informò lo spazzaneve che l'arrivo previsto del volo 314 era alle 13:05. L'equipaggio avrebbe dovuto riferire il superamento del beacon "Skookum", che avrebbe dato un preavviso di circa sette minuti prima dell'atterraggio. Alle 12:45, il volo contattò l'operatore di Cranbrook e ricevette le ultime informazioni sul tempo e sulla pista. Alle 12:47, l'operatore avvisò il volo 314 che era in corso la rimozione della neve.
Dopo aver confermato la ricezione del messaggio riguardante lo sgombero della neve in corso, i piloti non effettuarono ulteriori chiamate e atterrarono sulla pista alle 12:55, a circa 800 piedi dalla testata. Gli inversori di spinta vennero azionati, ma il comandante, vedendo finalmente il veicolo, abortì l'atterraggio e ordinò una riattaccata. L'aereo volò lungo la pista a un'altitudine compresa tra i 50 e i 70 piedi, sorvolando il tetto dello spazzaneve.
Le porte degli inversori di spinta erano ormai schierate e il carrello era abbassato; il pilota ridusse i flap da 40° a 15°. Sei secondi prima dell'impatto, quando l'aeromobile si trovava a 4000 piedi dalla testata della pista, un comando per virare a sinistra fu momentaneamente applicato al timone. L'aereo si alzò di poco, si inclinò a sinistra e si schiantò in parte alla pista. Il Boeing venne distrutto dall'impatto e dal successivo incendio.

## Le indagini
Nella relazione finale, nella sezione probabili cause, viene indicato:
- Il tempo stimato di arrivo a Cranbrook, calcolato dal controllore di Calgary e comunicato all'operatore aeroradio di Cranbrook, era completamente errato e provocò un conflitto di traffico tra l'aeromobile in arrivo e un veicolo che lavorava sulla pista.
- L'equipaggio non riferì il passaggio sopra il beacon "Skookum" durante l'avvicinamento, come da prassi a Cranbrook, permettendo così all'ETA errato di rimanere inosservato.
- Le interfacce tra le organizzazioni di gestione del traffico aereo, telecomunicazioni (aeroradio) e aeroporto non erano sviluppate abbastanza da fornire un servizio di informazioni a prova di errore.
- I piloti persero il controllo dell'aeromobile conseguentemente all'attivazione dell'inversore di spinta del motore sinistro, che venne azionato in volo quando l'aeromobile era a bassa velocità e in una configurazione ad alta resistenza aerodinamica.
- Gli standard di progettazione della FAA in base ai quali era stato costruito il 737 non prevedevano la possibilità di un atterraggio interrotto dopo l'avvio dell'inversore di spinta.
- La mancanza di un adeguato sistema nazionale di segnalazione degli incidenti, indagini e azioni correttive non premisero di correggere i problemi sopra indicati.
- Gli sforzi di salvataggio sulla scena dell'incidente furono ostacolati dalla mancanza di un veicolo antincendio in grado di rimuovere la neve e dalla carenza di personale addestrato.